# Chetogena sinaica
Chetogena sinaica là một loài ruồi trong họ Tachinidae.